# بيت الجرف (العدين)

تعديل مصدري - تعديل

بيت الجرف محلة تابعة لقرية وادي شبز، التابعة لعزلة السارة بمديرية العدين إحدى مديريات محافظة إب في الجمهورية اليمنية، بلغ تعداد سكانها 26 حسب تعداد اليمن لعام 2004.